# Lüglas
Lüglas ist ein Gemeindeteil der Stadt Pegnitz im Landkreis Bayreuth (Oberfranken, Bayern). Lüglas liegt in der Gemarkung Bronn.

## Geografie
Das Dorf liegt westlich von Pegnitz. Die Bundesstraßen B 470 und B 2 verlaufen südlich, die A 9 verläuft östlich und südlich.

## Geschichte
Der Ort wurde 1293 als „Lüglumpe“ erstmals urkundlich erwähnt, als Otto von Churzdorf seine dortigen Güter dem Kloster Michelfeld gibt. Dem Ortsnamen liegt der Personenname Lüglein zugrunde.
Mit dem Gemeindeedikt (frühes 19. Jahrhundert) wurde Lüglas der Ruralgemeinde Bronn zugewiesen. Am 1. Januar 1976 wurde diese im Zuge der Gebietsreform in Bayern in die Stadt Pegnitz eingegliedert.